# Maróthy Győző
Maróthy Győző (Szeged, 1925. november 6. – Szeged, 2006. augusztus 9.) Hild János-díjas építészmérnök, urbanista, festő.

## Élete
1945-ben a Szegedi Királyi Tanítóképző Intézetben szerzett tanítói képesítést, ahol tanára volt többek között Bálint Sándor néprajztudós is. A festészet rejtelmeibe Winkler László festőművész vezette be. 1949-ben az Országos Magyar Képzőművészeti Főiskola (ma Magyar Képzőművészeti Egyetem) festő-rajztanári szakán diplomázott. A Budapesti Műszaki Egyetemre származása miatt nem vették fel.
1950-ben, Weiner Tibor városépítész tanácsára, a Lakóépület Tervező Vállalatnál helyezkedett el, és az akkor alakult grafikai osztályon épület- és városmodelleket, városképi grafikákat készített. 1952-től a városrendezési osztály munkatársa.
A rövidesen önállósuló Városépítési Tervező Irodán (VÁTERV, később VÁTI) Lux Kálmán és Dénes Ödön osztályán, általános és részletes tervek grafikai munkáit készítette, majd szerkesztő lett. Ezt követően lehetőséget kapott, hogy mint segédtervező kisebb beépítési tanulmányokat, városrendezési alternatívákat készíthessen. Részt vett az úgynevezett „egyszerűsített általános rendezési tervek” készülő metodikájának kidolgozásában, dokumentálásában. Beosztott tervezőként 1955-től mintegy 8-10 részletes tervet és több általános tervet (tervváltozatot) készített (pl. Tatabánya, Szekszárd, Pécs, Hódmezővásárhely).
Végül Salgótarjánt, az egyik legösszetettebb szerkezetű várost kapta önálló tervezési feladatul. A város fejlesztése keretében ő készítette a több ezer új lakás építési területének összehasonlító értékelését, a metodika kidolgozását, a fejlesztési-rendezési variánsokat, majd a döntést igénylő alapterveket. Ezért 1958-ban meghívták a Megyei Tanács Építési-, Közlekedési- és Vízügyi Osztály városrendezési előadójának. A végleges építészeti arculatot meghatározó részlet- illetve épületterveket – országos tervpályázat alapján – Magyar Géza és Finta József készítette, de a munkába bevonták Jánossy Györgyöt és Szrogh Györgyöt is.
1968-ban kinevezték a Megyei Tanács ÉKV Osztályának vezetőjévé. A Megyei Tervező Vállalatnál városrendezési csoportot hozott létre, amely helyi ismerettel látta a megyei nagyobb településeit a rendezési tervek elkészítéséhez. Két évig Schmidl Ferencnek, az Építésügyi Minisztérium területi főépítészének helyettese volt. Részt vett a minisztérium Városrendezési Osztályán folyó jogalkotási munkában is (telekalakítási rendelet, 1971).
Közben megnyílt a lehetőség a Budapesti Műszaki Egyetem Építészmérnöki Karán történő tanulásra is, ahol 1970-ben a Városépítési Tanszéken diplomázott.
1972-ben hazatelepült Szegedre, ahol a Csongrád Megyei Tanácsi Tervező Vállalatnál (CSOMITERV) osztályvezetői és városrendezési szakfőmérnöki feladatok ellátásával bízták meg. Ennek keretében, irányítása alatt önálló műterem alakult, mely 10-15 rendezési- és szabályozása tervet készített (pl. Békés, Csongrád, Hódmezővásárhely, Kistelek, Mórahalom, Felgyő, Ásotthalom, Kiszombor).
1985-ös nyugdíjazása után egységesített tervezési metodikán dolgozott, és elkészítette Szegvár építészeti értékvizsgálatát. 1994 és 2002 között a Dél-alföldi Területi Főépítészi Iroda szakfőtanácsosaként a rendezési tervek véleményezésével foglalkozott. Haláláig a Területi Tervtanács tagjaként tevékenykedett.

## Elismerése
1997-ben Lechner Lajos-emlékéremmel tüntették ki. 2002-ben megkapta a Magyar Köztársasági Ezüst Érdemkeresztet.
Munkásságát a Magyar Urbanisztikai Társaság 2003-ban Hild János-díjjal jutalmazta: „Életútját a megalkuvás nélküli emberi tisztesség és kivételes etikai tartás, valamint a szinte példa nélküli szakmai igényesség és következetesség jellemezte. Iskolateremtő mester, aki sokrétű és elmélyült tudását, valamint tapasztalatát önzetlenül és hatékonyan tudta munkatársainak átadni.”'